# Cantonul Aime
Cantonul Aime este un canton din arondismentul Albertville, departamentul Savoie, regiunea Rhône-Alpes, Franța.